# Héctor Garibay
Héctor Garibay, né le 9 juillet 1988, est un athlète bolivien, spécialisé dans les courses de fond.

## Biographie
Héctor Garibay est médaillé d'argent des Championnats d'Amérique du Sud de marathon (en) en 2021 à Asuncion.
En 2022, Héctor Garibay est médaillé d'argent du 10 000 mètres aux Jeux bolivariens à Valledupar et médaillé de bronze sur la même distance aux Jeux sud-américains à Asuncion.
En juillet 2024, il est nommé porte-drapeau de la délégation bolivienne aux Jeux olympiques de 2024 en compagnie de la nageuse María José Ribera.